# Contigo Navarra-Zurekin Nafarroa
Contigo Navarra-Zurekin Nafarroa (CN-ZN), o simplement Contigo-Zurekin, és una coalició electoral d'àmbit navarrés integrada pels partits polítics Podemos Navarra-Ahal Dugu, Esquerra Unida de Navarra i Batzarre junt a l'espai independent.

## Història
El 16 de novembre de 2021, Podem, Esquerra Unida, Batzarre, Alianza Verde, Verdes Equo, Más País, Ezker Anitza i Ezkerra Berdeak ratificaren la seua intenció de presentar una candidatura conjunta per a les eleccions al Parlament de Navarra de 2023. La coalició finalment va fundar-se el 2 de juliol de 2022 per a confluir "en un front ampli d'esquerres”, sent Podem qui lideraria la llista al Parlament de Navarra, Esquerra Unida la de l'Ajuntament de Tudela i Batzarre la de l'Ajuntament de Pamplona.

### Eleccions forals i municipals de 2023
CN-ZN es presentà per primera vegada com a coalició a les eleccions forals i municipals de 2023.

#### Candidats
- La candidata de la coalició a la presidència del Govern foral fou Begoña Alfaro García, qui va rebre el suport de 544 inscrits a les eleccions primàries de Podemos Navarra-Ahal Dugu.[6]
- El candidat de la coalició a l'Ajuntament de Pamplona fou Txema Mauleón. L'elecció es va produir després de les primàries celebrades en Batzarre, en la qual Mauleón fou l'únic candidat, sent ratificat per unanimitat.[7]
- Eneko Larrarte Huguet, qui va ocupar el lloc d'alcalde de Tudela de 2015 a 2019 per Izquierda-Ezkerra, tornà a optar a l'alcaldia de la ciutat encapçalant esta vegada les llistes de Contigo Navarra-Zurekin Nafarroa.[8]

#### Resultats
La coalició aconseguí ser la sexta força més votada obtenint el 6,09% dels vots i 3 escons al Parlament de Navarra. D'una altra banda, va aconseguir un regidor a l'ajuntament de Pamplona al passar la barrera del 5% amb el 5,16% dels vots. D'esta manera, els partits de la coalició tornarien a tindre representació a l'ajuntament després de perdre-la en les darreres eleccions. Finalment, CN-ZN s'establiria com la segona força política a l'ajuntament de Tudela amb el 24,43% dels vots i 6 regidors.

## Membres
| Partit | Partit                              |
| ------ | ----------------------------------- |
|        | Podem (Podemos/Ahal Dugu)           |
|        | Esquerra Unida de Navarra (IUN/NEB) |
|        | Assemblea (Batzarre)                |
|        | Aliança Verda (AV)                  |
|        | Verds Equo                          |

## Resultats electorals
| Any  | Líder         | Vots   | %         | Escons | +/– | Govern   |
| ---- | ------------- | ------ | --------- | ------ | --- | -------- |
| 2023 | Begoña Alfaro | 20,095 | 6.10 (#6) | 3 / 50 | Nou | Coalició |